# Радио С1
Радио С1 је национална радио станица, која емитује програм на територији целе Србије. Основана је 1993. године као београдски "Радио С" на фреквенцији 94,3 MHz. Сада се у Београду чује на 94,9 MHz, или на 92,9 MHz. Емитује поп страну и домаћу музику.

## Фреквенције (MHz)
- 87,9 Ниш - Јастребац
- 92,9 Нови Сад - Фрушка гора
- 94,5 Кладово
- 94,9 Београд
- 94,9 Ваљево
- 96,3 Овчар - за покривање Чачка, Пожеге и Горњег Милановца
- 97,3 Пирот
- 98,7 Копаоник
- 99,6 Сомбор
- 100,7 Нова Варош
- 101,1 Врање
- 102,4 Суботица
- 102,9 Црни врх/Јагодина
- 104,8 Гучево
- 105,3 Тупижница - Зајечар и Књажевац
- 107,4 Кикинда
- 107,5 Вршачки брег